# 마루야마 류헤이
마루야마 류헤이(일본어: 丸山 隆平, 1983년 11월 26일 ~ )는 일본의 가수, 배우이며, 남성 아이돌 그룹 SUPER EIGHT의 멤버이고, 베이시스트이다. 애칭은, 마루(マル), 마루짱(マルちゃん).남편이다.
교토부 교토시 출신. STARTO ENTERTAINMENT 소속.

## 약력
- 1996년 9월 22일, 〈넌 눈에 띄는 걸 좋아하고, 바보지만 나름 꽃미남이니까 보내보자〉고 말씀한 부모님의 권유로 자니즈 사무소 오디션을 보고, 준비생으로 입소했는데, 시부타니 스바루와 같은 오디션이었다. 그러나 그 후, 사무소에서 연락이 일절 없어서, 부모님이 〈아직 괜찮아〉라고 다시 한번 이력서를 보내서 오디션을 보았다. 그 때, 〈YOU 붙었는데 왜 또 봐?〉라고, 회장(자니 기타카와)에게 들었다. 그 오디션은 야스다 쇼타, 니시키도 료, 오쿠라 다다요시와 같았으며, 1997년 9월 6일이었다.
- 주니어 시절에는 칸사이 주니어를 중심으로, 시부타니 스바루, 요코야마 유, 무라카미 신고 뒤에서 활동하고, 동기 멤버들끼리 모여 유닛 〈BIG-WEST〉에도 참가. 후에 우치 히로키, 야스다 쇼타, 이마야마 도루, 미즈노 기요히토와 함께 〈V.WEST〉라는 밴드 형식의 유닛을 결성해, 베이시스트로 활동. 베이스를 시작한 것은 이 V.WEST 활동을 시작하기 위함이었다.
- 2002년에 칸사이 주니어 멤버로 칸쟈니∞를 결성하고, 2004년에 〈나니와이로하부시〉로 CD 데뷔.
- 2006년 12월 18·19·20일에, 오사카 쇼치쿠좌에서 첫 솔로 콘서트를 열었다.
- 2011년 1월 16일 ~ 2월 23일, 《길버트 그레이프》로 무대 첫 주연.
- 2012년 7월 6일, 《보이즈 온 더 런》으로 텔레비전 드라마 첫 주연.
- 2011년 12월 21일 《와일드 세븐》으로 영화 첫 출연. 영화를 위해 대형 이륜 면허를 취득했다.
- 2012년 2월 27일 ~ 3월 1일, 《O-PARTS~ 오파츠 ~》로 안방 드라마 단독 첫 주연.
- 2012년 7월 6일 ~ 9월 7일《보이즈 온 더 런》에서 연속 드라마 첫 주연.
- 2014년 10월 11일 ~ 12월 13일《지옥 선생 누 ~ 베 ~》로 골든 타임의 연속 드라마에 첫 주연.
- 2015년 4월 4일~ 《새터데이플러스》의 메인 MC 로 취임하여 현재까지 진행 중.
- 2017년 11월 18일《도둑 배우》로 영화 단독 첫 주연.

## 인물
- 칸쟈니∞에서의 이미지 컬러는 오렌지.
- 멤버로 밴드 형식에서 악기를 연주할 때는, 베이스를 담당하고 있다. 원래 악기는 기타를 습득하고 있었지만, V.WEST 결성 시에 음악 프로듀서로부터 〈너는 키가 크니까〉라고 하는 이유로 베이스로 지명되었다고 하는 경위가 있다.
- 부친은 보디빌더로, 모친도 전 보디 빌더[1]. 장남으로, 터울이 지는 남동생(13살 연하)과 여동생(15살 연하)이 있다.
- 학생 시절에는 육상부에 소속해 있었다. 그 때문에 마라톤 등의 육상 경기는 이익(50M는 6초 93, 자니즈 Jr.의 호놀루루 마라톤에서는 우승)이지만, 구기는 대단한 골칫거리. 그 때문에, 미스터 언밸런스로 불리고 있다.
- 자타 모두 인정하는 도M으로, 여성은 연상을 좋아함.
- 사무소의 선배에 해당하는 오노 사토시(아라시)와는 생일이 같고, 드라마 《노래 오빠》에서 공동 출연. 이래 친해져, 제일 사이 좋은 선배에도 오노의 이름을 들고 있어, 그를 〈오 짱〉이라고도 부르고 있다.
- 사무소의 선배에 해당하는 니노미야 가즈나리(아라시)를 존경해, 드라마 《프리터, 집을 사다.》에서 공동 출연한 이래, 동경하고 있다라는 것.

### 에피소드
- 밑바닥 시절에는, 미도리 덴카(현·에디온)의 배송의 아르바이트를 하고 있었다. 또 건담 바로 아르바이트를 하고 있던 경험도 있다.

### 취미·기호
- 사진을 찍는 것이 취미로, 촬영한 사진을 공식 휴대 사이트(자니스웹)의 블로그(렌쟈일기 또는 마루의 소중한 날)나 잡지에 종종 싣고 있다.

## 출연

### 버라이어티
- 주간 V.WEST (칸사이 TV·BS후지, 2001년 4월 ~ 2002년 9월)
- 통쾌! 에브리데이 (칸사이 TV, 2007년 4월 ~ 2008년 6월) 화요일
- 믿을 수 없는∞세계 (TV 도쿄, 2008년 4월 15일 ~ )
- 사랑의 수라 장미! (요미우리 TV·츄쿄 TV, 2009년 4월 5일 ~ 2010년 12월 26일)

### 드라마
- 7인의 사무라이 J가의 반란 (아사히 방송(ABC TV), 1999년 4월 9일 ~ 2000년 9월 30일) - 조노우치 류헤이 역
- 신춘 와이드 시대극 《나라를 훔친 이야기》 (TV 도쿄, 2005년 1월 2일) - 모리 란마루 역
- 명탐정 캐서린 VS 도츠가와 경부　교유젠의 수수께끼 (TBS, 2006년 8월 7일) - 츠치다 시로 역
- 자전거 소년기 (TV 아이치, 2006년 11월 23일) - 소타 역
- 와치가이야이토사토~여자들의 신선조 (TBS, 2007년 9월 9일·10일) - 오키타 소지 역
- 노래 오빠 (TV 아사히, 2009년 1월 16일 ~ 3월 13일) - 사이토 마모루 역
- 0호실의 손님 Second Story (후지 TV, 2009년 11월 20일 ~ 12월 4일) - 오사무 역
- 프리터, 집을 사다. (후지 TV, 2010년 10월 19일 ~ 12월 21일) - 도요카와 텟페이 역
- 24시간 TV 스페셜 드라마 《살아가는 것만으로도 괜찮아》 (닛폰 TV, 2011년 8월 20일) - 오카지마 켄타로 역
- 스트로베리 나이트 (후지 TV, 2012년 1월 10일 ~ 3월 20일) - 유다 코헤이 역
- 4밤 연속 드라마 《O-PARTS~오 파트~》 (후지 TV, 2012년 2월 27일 ~ 3월 1일) - 주연·카키자와 유이치 역
- 13세의 헬로 워크 최종화 (TV 아사히, 2012년 3월 9일) - 와타나베 타이키 역
- 보이즈 온 더 런 (TV 아사히, 2012년 7월 6일 ~ 9월 7일) - 주연·타니시 토시유키 역
- 울지마, 하라 짱 (닛폰 TV, 2013년 1월 19일 ~ 3월 23일) - 타나카 군 역
- 기묘한 이야기 2013년 봄 특별편 〈석유가 나왔다〉 (후지 TV, 2013년 5월 11일) - 주연·유모토 요시히로 역
- 지옥 선생 누~베~ (닛폰 TV, 2014년 10월 ~ 12월) - 주연·누에노 메이스케 역

### 영화
- 와일드7 (워너 브라더스 영화, 2011년 12월 21일) - 파이로 역
- 에이트 레인저 (토호, 2012년 7월 28일) - 주연·마루노우치 쇼고(오렌지 레인저) 역
- 스트로베리 나이트 (토호, 2013년 1월 26일) - 유다 코헤이 역
- 원탁 (토호 영상 사업부, 2014년 6월 21일) - 지비키 역
- 에이트 레인저 2 (토호, 2014년 7월 26일) - 주연·마루노우치 쇼고(오렌지 레인저) 역
- 도둑배우 (토호, 2017년 11월 18일) - 주연·오오누키 하지메 역

### 연극(부타이)
- KYO TO KYO 봄 공연 (1998년 4월 18일 - 7월 12일, 교토 극장 )
- KYO TO KYO 여름 축제 (1998년 7월 18일 - 8월 31일, 교토 극장)
- KYO TO KYO 가을 공연 (1998년 9월 6일 - 11월 29일, 교토 극장)
- 길버트 그레이프 (2011년 1월 16일 - 2월 23일, 도쿄 글로브 좌 , 모리 노미야 필로티 홀 )
- BOB (2012년 4월 27일 - 5월 29일, 도쿄 글로브 좌, 산케이 홀 브리 제 )
- 맥베스 (2016년 6월 26일 - 7월 25일, 도쿄 글로브 좌) - 주연